# Guellala
Guellala (àrab: قلالة, Gallāla) és una vila amazigòfona del sud de l'illa de Gerba (Tunísia), a la governació de Médenine, famosa pels seus tallers de ceràmica. S'hi fabriquen dos tipus de ceràmica: la zeffaya, de calibre gran i amb el tron amb molta pressió,??? i la harraska, de petit calibre i molta definició.

## Etimologia
En amazic, Guellala vol dir ‘els terrissers' o ‘els ollers'.

## Llengua
La vila és una de les quatre de l'illa on encara es parla amazic, en la seva variant nafusi jerbi, juntament amb Ajim, Sedouikech i El Mey.

## Administració
Constitueix una de les dues circumscripcions o dàïres, amb codi 52 17 12 (ISO 3166-2:TN-12) de la municipalitat o baladiyya de Djerba Ajim (52 17).
També dona a nom a un dels sectors o imades (52 58 54) de la delegació o mutamadiyya de Djerba Ajim (52 58).